# George Cadogan (5e comte Cadogan)
George Henry Cadogan (12 mai 1840 - 6 mars 1915) est un homme politique conservateur britannique ,. Il est titré vicomte de Chelsea, puis comte Cadogan.

## Éducation
Il est le fils aîné de Henry Cadogan (4e comte Cadogan), de son épouse Mary, fille du révérend Gerald Wellesley, frère cadet de Arthur Wellesley, 1er duc de Wellington. Il est né à Durham et est baptisé à St James's, Westminster, London. Il fait ses études au Collège d'Eton et à Christ Church, Oxford.
En tant que vicomte de Chelsea, il est commandant du 5e bataillon (milice) du Royal Fusiliers (régiment de la ville de Londres) de 1865 à 1872. Il est ensuite colonel honoraire du bataillon à partir de 1886 et du 2e volontaire (sud) Middlesex Rifle Volunteers de 1892 à 1902

## Carrière politique
Aux élections générales de 1868, il se présente sans succès comme candidat à Bury, dans le Lancashire, mais est élu député du Parlement pour Bath lors d'une élection partielle en mai 1873, juste avant d'hériter des titres de son père et de partir à la Chambre des lords. Il est nommé sous-secrétaire à la Guerre en 1875 et sous-secrétaire aux Colonies en 1878 par Disraeli.
Il sert auprès de Lord Salisbury en tant que Lord du sceau privé de 1886 à 1892 (après 1887, il est membre du Cabinet), puis de nouveau dans le cabinet en tant que Lord lieutenant d'Irlande de 1895 à 1902. Dans ce dernier poste, il appuie le Land Act de 1896 qui permet aux locataires irlandais d'acheter leurs maisons à leurs propriétaires et exhorte le Trésor à adopter des conditions plus libérales que prévu initialement. Il lance des commissions pour enquêter sur l'enseignement intermédiaire (1899) et l'enseignement universitaire (1901) et parraine la loi de 1899 qui créé un département de l'agriculture, des industries et de l'enseignement technique en Irlande.
Il est d'abord maire de Chelsea en 1900 et juge de paix des comtés de Middlesex, de Cambridgeshire, de Norfolk, de Suffolk et de Londres.

## Philanthropie
En 1888, à l'initiative du cinquième comte, les travaux de construction sont lancés à l'extrémité sud-est de Sloane Street, à Londres, afin de reconstruire l'église Holy Trinity, inspirée du célèbre architecte des arts et métiers, John Dando Sedding. Cadogan finance l'ensemble des opérations initiales, avec la commande de nombreux aménagements pour le nouveau bâtiment par des sculpteurs et des designers de premier plan, notamment Henry Wilson (qui prend le contrôle artistique général lorsque Sedding meurt prématurément), Onslow Ford, Edward Burne-Jones, William Morris et Nelson Dawson et Henry Hugh Armstead. Le grand orgue, par James John Walker, est rapidement célèbre pour son effet de cathédrale ressemblant à l'acoustique opulente du bâtiment. L'église (et ses accessoires, notamment l'orgue) reste le témoin d'un exemple très particulier de patronage aristocratique.
En tant que seigneur du manoir de Chelsea, il y possède de grands domaines, dont une grande partie est consacrée à des maisons pour la classe ouvrière.
Au cours de sa vie, Lord Cadogan commande un mausolée pour les enterrements familiaux au Cimetière de Brookwood mais en 1910, il décide qu'il ne voulait plus être inhumé dans le mausolée. Ce bâtiment, le plus grand mausolée du cimetière, est acheté par les propriétaires du cimetière, la London Necropolis Company, muni d’étagères et de niches pour les urnes, et est ensuite utilisé comme columbarium .

## Famille
Le 16 mai 1865, il épouse Beatrix Craven, quatrième fille de William Craven (2e comte Craven). Ils ont neuf enfants:
- Albert Edward George Henry, brièvement vicomte de Chelsea (1866-1878), filleul d’Albert, prince de Galles.
- Henry Arthur, vicomte de Chelsea (1868-1908)
- Gerald Cadogan (6e comte Cadogan) (1869-1933)
- Emily Julia (1871–1909), mariée à William Brownlow (3e baron Lurgan).
- Lewin Edward (1872-1917)
- Sophie Beatrix Mary (1874-1943), mariée à Samuel Scott, 6e baronnet .
- William G. S. Cadogan (en) (1879-1914), tué au combat.
- Edward Cadogan (1880-1962)
- Alexander Cadogan (1884-1968)

Il achète Culford Park, à Culford, Suffolk, en 1889, comme maison familiale. C'est maintenant une école privée.
La femme de Lord Cadogan décède en 1907 et il épouse le 12 janvier 1911 sa cousine germaine Adele, fille de Lippo Neri, comte Palagi del Palagio et de Olivia Georgiana Cadogan. Lord Cadogan est décédé à Chelsea, Londres, le 6 mars 1915, à l'âge de 74 ans. La comtesse Cadogan est décédée en février 1960.